# Chiesa di San Bartolomeo (Cantalupo)
La chiesa di San Bartolomeo è un edificio religioso sito nella frazione di Cantalupo a Cerro Maggiore, nella città metropolitana di Milano, e appartenente all'arcidiocesi di Milano.

## Storia
Le prime notizie riguardanti la chiesa risalgono al 1398 nel Notitia cleri, quando venne citata la "cappella" dell'edificio, assieme alle altre del plebato di Parabiago. Viene invece riportata negli archivi della pieve di Parabiago per la prima volta nel 1600 quando essa viene segnalata unicamente come struttura religiosa campestre.
Durante la visita dell'arcivescovo Giuseppe Pozzobonelli nella pieve di Legnano nel 1761, nella parrocchia di San Bartolomeo erano presenti le confraternite del Santissimo Sacramento. Inoltre c'erano 384 parrocchiani di cui 280 comunicati. L'edificio venne poi ampliato dopo la visita del cardinale Federico Borromeo e nuovamente nel 1852 quando, attraverso una sottoscrizione pubblica, la chiesa venne ingrandita ulteriormente per accogliere le sempre crescenti esigenze della frazione.
Gli ultimi lavori risalgono al 1947 quando venne abbattuto l'antico campanile seicentesco ormai pericolante, e ne venne costruito uno nuovo, divenuto in seguito il simbolo vero e proprio dell'intera frazione.

## Descrizione
Dell'antica chiesa parrocchiale oggi non resta che la facciata. La struttura, infatti, è stata ampiamente rimaneggiata durante i lavori di ampliamento degli anni '50, voluti dall'allora parroco don Carlo Bianchi, che hanno portato alla nascita nel nuovo catino absidale e dei due transetti. Ad oggi la chiesa presenta una struttura a croce latina a tre navate.

### Interno

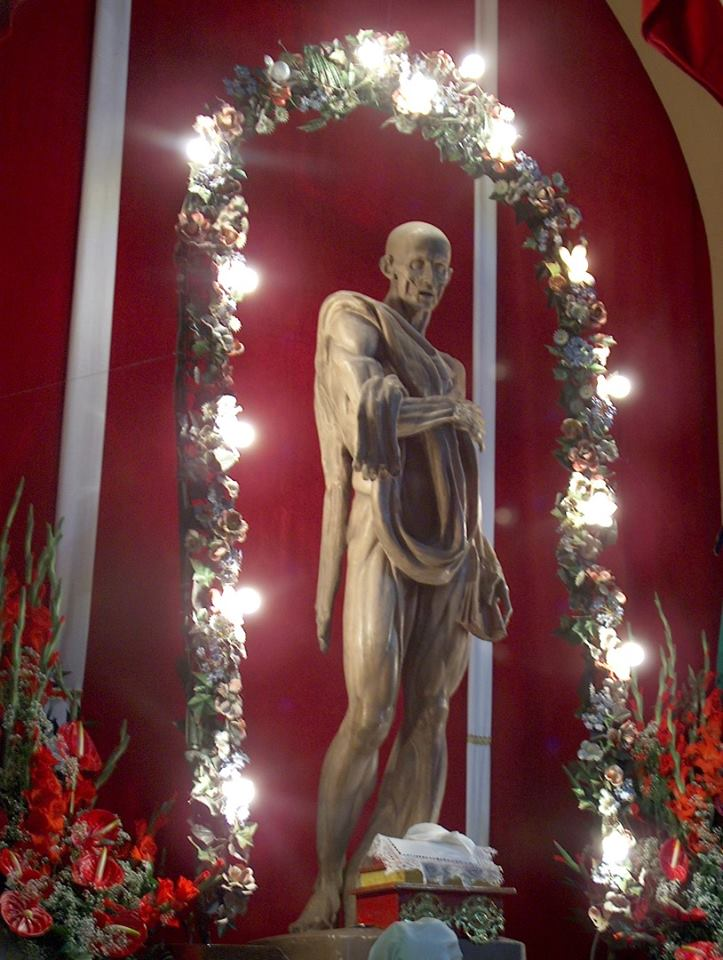
La statua di san Bartolomeo, venerata nella chiesa parrocchiale, durante la festa patronale

Delle antiche decorazioni che ricoprivano l'intera navata centrale, a cinque ampie arcate, oggi non resta nulla. Durante i lavori di ampliamento venne demolita la zona absidale per far posto ai nuovi transetti e ad un presbiterio molto più ampio, sulla scia del rinnovamento liturgico post conciliare. È di quegli anni il grande affresco del catino absidale che raffigura il giudizio universale descritto dall'episodio evangelico di Mt 25,31-40: Cristo Pantocratore in trono con gli angeli e i santi (tra cui alla sinistra troviamo san Bartolomeo, sant'Ambrogio, san Sebastiano, san Francesco, san Rocco, san Carlo, mentre alla destra sono raffigurate Maria Santissima, sant'Anna, sant'Agata, sant'Agnese, santa Savina, sant'Apollonia) nell'atto di separare le pecore dalle capre, invitando le prime ad andare incontro a Lui, a ricevere «in eredità il regno preparato per voi fin dalla creazione del mondo» (Mt 25,34b). Anche l'antico altare maggiore sormontato da un tempietto (o ciborio) è andato perduto e sostituito da un nuovo altare marmoreo dai lineamenti più semplici, posto al centro dell'ampio presbiterio.
Ai lati dell'altare maggiore si trovano, a destra, l'altare di Santa Apollonia, con una pala che vede dipinta la santa martire che tiene fra le mani la tenaglia con la quale le furono strappati i denti, e a sinistra l'altare della Madonna, con una pala che vede dipinta Maria con il bambino Gesù, e il tabernacolo.
All'inizio della navata laterale destra, invece, trova spazio il battistero, recentemente restaurato (2015) con la volta in cui è affrescato il Battesimo di Gesù nel fiume Giordano.
Inoltre all'interno della chiesa parrocchiale vi è una statua di san Bartolomeo scorticato, simile a quella posta nel duomo di Milano, famosa opera di Marco d'Agrate; la statua raffigura il santo scorticato che tiene in mano la propria pelle. L'autore è ignoto e la statua non è citata nell'archivio parrocchiale, nonostante sembri risalire agli inizi del secolo scorso. Alcuni dicono si tratti dello studio in gesso dell'originale del duomo di Milano. Tuttavia, i recenti restauri del 2014 sembrano aver riportato alla luce una scritta, incisa sul libro che il santo tiene nella mano sinistra: Romualdo.

### Reliquie
Oltre a quelle del santo patrono e della compatrona santa Apollonia, la parrocchia custodisce altre 40 reliquie di santi e beati, tra cui il beato Jerzy Popiełuszko, la beata Madre Teresa di Calcutta, san Giovanni Paolo II, san Giovanni XXIII, san Pio X, san Paolo VI, beato card. Schuster, beato Carlo Gnocchi e santa Gianna Beretta Molla.

### Esterno
Anche l'esterno risulta essere semplice. La facciata in stile neoclassico è suddivisibile in tre parti: le due parti laterali, più basse e meno decorate, sono caratterizzate da due portali più piccoli raffiguranti gli evangelisti, e sormontati da due piccoli mosaici. La parte centrale, invece, è caratterizzata da un grande portale sormontato dalla scritta "S. BARTOLOMEO", al di sopra della quale si trova un mosaico raffigurante il santo che tiene tra le mani il coltello e il libro della Parola di Dio.

### Campanile

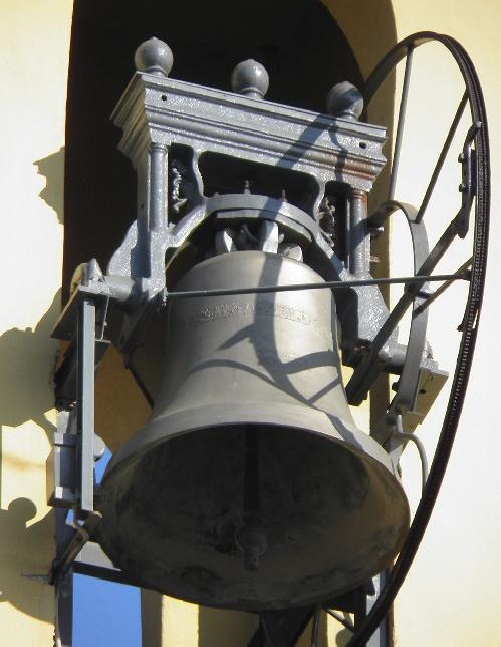
La campana maggiore

L'antico campanile seicentesco della chiesa parrocchiale era situato tra la zona absidale ed il transetto sinistro. Poiché risultava ormai pericolante, si decise di abbatterlo e trasferire le campane su una nuova torre.
Il nuovo campanile, che diventerà in seguito il simbolo dell'intera frazione, fu progettato da Monsignor Enrico Villa (Concorezzo 1907-1978). I lavori cominciarono nel marzo 1950 sotto la direzione dell'ingegnere Paolo Stucchi e terminarono nello stesso anno.
L'opera in cemento armato, avveniristica per forma e stile, è unica in tutta Italia. Si trova alla sinistra dell'edificio ed è divenuta un vero e proprio simbolo della frazione. Il campanile è alto 42,6 metri (compresi i 9 metri della guglia in rame e i 5,8 metri della base), è largo 2,7 metri, la croce che sovrasta la guglia è alta 1,8 metri, il tutto per un'altezza di 44,4 metri. La scala interna conta 118 scalini fino alla cella campanaria e 30 nella guglia. L'orologio, posto su tutti e quattro i lati, si trova a 25 metri d'altezza ed era regolato da un sistema di bilancieri a mercurio, ideato da don Carlo Bianchi, e da un comando elettrico che azionava la campana dei rintocchi dell'ora. Oggi questo sistema non esiste più ed è stato sostituito dai moderni impianti elettrici. Anche le campane, che un tempo venivano suonate manualmente da campanari eccelsi, ora suonano secondo il sistema ambrosiano ad azionamento elettrico.
Nella cella campanaria è installato un concerto di 5 campane in Mi3, fuse da Fratelli Barigozzi a Milano nel 1895, dono della popolazione alla parrocchia. Nel 2009 i bronzi sono stati oggetto di un importante lavoro di restauro: si è provveduto a sostituire la vecchia incastellatura con una nuova e maggiormente funzionale, le quattro campane minori sono state sabbiate mentre la campana maggiore, in seguito ad una incrinatura, è stata rifusa da Allanconi - Bolzone di Ripalta Cremasca. Il concerto restaurato ha potuto così tornare a suonare splendidamente nella notte di Natale dello stesso anno.
| Campana | Nota nominale | Iscrizioni | Fonditore e anno di fusione              | Diametro | Iconografia                                                                                               |
| ------- | ------------- | --- | ---------------------------------------- | -------- | --- |
| Prima   | Si3           | VERBUM CARO FACTUM EST, ET HABITAVIT IN NOBIS                                                                                  | FRAT.I BARIGOZZI - MILANO 1895           | 739 mm   | Crocifisso, San Giuseppe, I tre Re Magi, San Luigi Gonzaga, Madonna Assunta                               |
| Seconda | La3           | PER CRUCEM ET PASSIONEM TUAM LIBERA NOS DOMINE                                                                                 | FRAT.I BARIGOZZI - MILANO 1895           | 823,5 mm | Crocifisso, San Michele Arcangelo, Sacro Cuore di Gesù, Pietà, Sant'Antonio Abate, San Francesco d'Assisi |
| Terza   | Sol#3         | A FULGURE ET TEMPESTATE LIBERA NOS DOMINE                                                                                      | FRAT.I BARIGOZZI - MILANO 1895           | 879 mm   | Crocifisso, San Giovanni Battista, Annunciazione, San Rocco, Sant'Agostino, San Luigi Gonzaga             |
| Quarta  | Fa#3          | DILEXISTI JUSTITIAM, ET ODISTI INIQUITATEM                                                                                     | FRAT.I BARIGOZZI - MILANO 1895           | 993,5 mm | Crocifisso, Immacolata Concezione, Santa Lucia, Sant'Apollonia, Santa martire (?), Santa Cecilia          |
| Quinta  | Mi3           | POSUISTI IN CAPITE EJUS CORONAM DE LAPIDE PRETIOSO EXPENSIS POPULI CANTALUPI COMPARATIS 1895. PROTEGGI I CANTALUPESI ANNO 2009 | FONDERIE CAV. R. TREBINO USCIO – GE 2009 | 1132 mm  | San Bartolomeo, Madonna col Bambino, Papa Benedetto XVI                                                   |

Dati tratti da: Federazione Campanari Ambrosiani, Censimento.